# Melchior Febvrel
Melchior Alcide Febvrel est un homme politique français né le 11 mars 1803 à Saint-Dié (Vosges) et mort le 21 novembre 1877 à Jarménil (Vosges).
Propriétaire agriculteur et notaire, il est député des Vosges de 1849 à 1851, il siège à droite et soutient le prince-président.